# جوناثان ديكنسون
جوناثان ديكنسون (بالإنجليزية: Jonathan Dickinson)‏ هو كاهن أمريكي، ولد في 22 أبريل 1688 في هاتفيلد في الولايات المتحدة، وتوفي في 7 أكتوبر 1747 في إليزابيث في الولايات المتحدة بسبب جدري.

## وصلات خارجية
- جوناثان ديكنسون على موقع الموسوعة البريطانية (الإنجليزية)